# 杤木愛シャ暖望
杤木愛シャ暖望（とちぎ・あいしゃ・はるみ、Aisha Harumi Tochigi、1996年1月4日 - ）は、日本の会社員。ミス・ユニバース・ジャパン2020に選ばれ、2021年5月にアメリカで行われた世界大会に出場した。

## 経歴
ガーナ人の父と日本人の母を持つ。
1996年1月4日、東京都に生まれる。中野区の江古田に育つ。
10歳から17歳までガーナで暮らす。
高校時代より千葉県に暮らす。日本国内の高等学校を経て、獨協大学外国語学部交流文化学科を卒業。
2019年、ミス・ユニバース・ジャパン2019に出場。Top5に残る。
2020年10月29日、東京都で開催された2020 Miss Universe Japan Finalで優勝、ミス・ユニバース・ジャパンになる。取材で将来の夢について聞かれ、「誰もが過ごしやすい社会を作ること」「“偏見をなくす”こと、これを世の中に発信できたらと思っています」と答えた。
2020年10月現在、千葉県在住。ホテルに勤務。
2020年12月17日、ミス・ユニバース・ジャパンのナショナル・ディレクター美馬寛子とともに菅義偉首相を表敬訪問。「平等な世の中を作りたいというメッセージをミス・ユニバースの活動を通して発信していきます」と伝える。
2021年5月16日、アメリカのフロリダ州で開催されたミス・ユニバース2020に出場したが、予選を通過（Top21）できず、入賞はならなかった。優勝者はメキシコのアンドレア・メサ。

## 人物
- 身長175 cm[4]。
- 趣味は料理、友達や家族とのピクニック。得意料理は、ガーナ料理のトマト煮込み。特技はフラフープ。本人によると「結構なスピードで回せます！」[6]。
- マラリア撲滅にむけた活動などボランティア活動に力を入れている[8]。